# П'ята проблема Гільберта
П'ята проблема Гільберта — одна з проблем, поставлених Давидом Гільбертом у його доповіді на II Міжнародному конгресі математиків у Парижі в 1900 році. П'ята проблема Гільберта належить до теорії топологічних груп перетворень та груп Лі. Для важливих окремих випадків рішення отримано в 1933 і 1934 роках, остаточно вирішено в 1952 році.

## Формулювання проблеми
Топологічна група перетворень складається з топологічної групи {\displaystyle G}, топологічного простору {\displaystyle X} та безперервної дії групи {\displaystyle G} на {\displaystyle X}, яке є безперервним відображенням
{\displaystyle \varphi \colon G\times X\to X,\ (g,x)\to gx,}
які мають такі дві властивості:
1. {\displaystyle ex=x} для всіх {\displaystyle x\in X}, де {\displaystyle e} — одиничний елемент з {\displaystyle G} ,
2. {\displaystyle g(g'x)=(gg')x} для всіх {\displaystyle g,g'\in G} і для всіх {\displaystyle x\in X} .

Топологічна група {\displaystyle G} є групою Лі, якщо {\displaystyle G} — дійсно-аналітичне різноманіття, а множення {\displaystyle \mu \colon G\times G\to G,\ (g,g')\to gg'} - Фактично-аналітичне відображення. Тоді за теоремою про неявну функцію відображення {\displaystyle \iota \colon G\to G,\ g\to g^{-1}} є дійсно-аналітичним. Якщо {\displaystyle G} - група Лі, {\displaystyle X} — дійсно-аналітичне різноманіття, а дія {\displaystyle \varphi } групи {\displaystyle G} на {\displaystyle X} — дійсно-аналітичне, маємо групу дійсно-аналітичних перетворень.
Нехай {\displaystyle G} — локально евклідова топологічна група. Тоді виникає питання про те, чи можна завжди забезпечити {\displaystyle G} дійсно-аналітичною структурою такою, що множення
{\displaystyle \mu \colon G\times G\to G}
буде дійсно-аналітичним? Це питання, на яке згодом було дано позитивну відповідь, і вважається сьогодні п'ятою проблемою Гільберта.

## Рішення проблеми
Для компактних груп п'ята проблема була вирішена фон Нейманом у 1933 році. Для локально компактних комутативних груп та деяких інших окремих випадків проблему вирішив Понтрягін в 1934 році. Ці докази були отримані за допомогою результату угорського математика Альфреда Хаара, який побудував на локально компактній топологічній групі інваріантну міру.
Центральним пунктом загального доказу виявилося питання про існування «малих» підгруп у скільки завгодно малої околиці одиниці (крім самої одиниці). Групи таких підгруп не мають. Значний внесок у рішення зробив Глісон, який доказав, що кожна кінцевомірна локально компактна топологічна група {\displaystyle G}, яка не має малих підгруп, є групою Лі.
Остаточне рішення отримане в 1952 році Монтгомері і Лео Ципін, які довели, що у локально зв'язної кінцевомірної локально компактної топологічної групи немає малих підгруп. Оскільки будь-яка локально евклідова топологічна група є локально зв'язною, локально компактною і кінцевою, то з цих двох результатів випливає наступне твердження.
Теорема. Кожна локально евклідова група є групою Лі.
Як згодом показав Глушков, ця теорема допускає узагальнення.
Цей результат часто розглядають як вирішення п'ятої проблеми Гільберта, але поставлене Гільбертом питання мало більш широкий характер і стосувалося груп перетворень. {\displaystyle \varphi \colon G\times X\to X} для випадку, коли різноманіття {\displaystyle X} не збігається з {\displaystyle G}.
Відповідь на загальне питання Гільберта у разі топологічних безперервних дій виявилася негативною навіть для тривіальної групи {\displaystyle G=\{e\}} . Існують топологічні різноманіття, що не мають жодної гладкої структури, а отже, не мають і дійсно-аналітичної структури.